# 索内
索内（法語：Saonnet，法語發音：[sɔnɛ]）是法国卡尔瓦多斯省的一个市镇，属于巴约区。

## 地理
索内（49°16'23"N, 0°52'45"W）面积5.34 平方千米，位于法国诺曼底大区卡爾瓦多斯省，该省份为法国西北部沿海省份，北濒大西洋英吉利海峡，东北与滨海塞纳省以海上边界相接，东临厄尔省，南至奧恩省，西与芒什省接壤。
与索内接壤的市镇（或旧市镇、城区）包括：勒莫莱-利特里、吕贝尔西、圣马丹德布拉尼、桑镇。

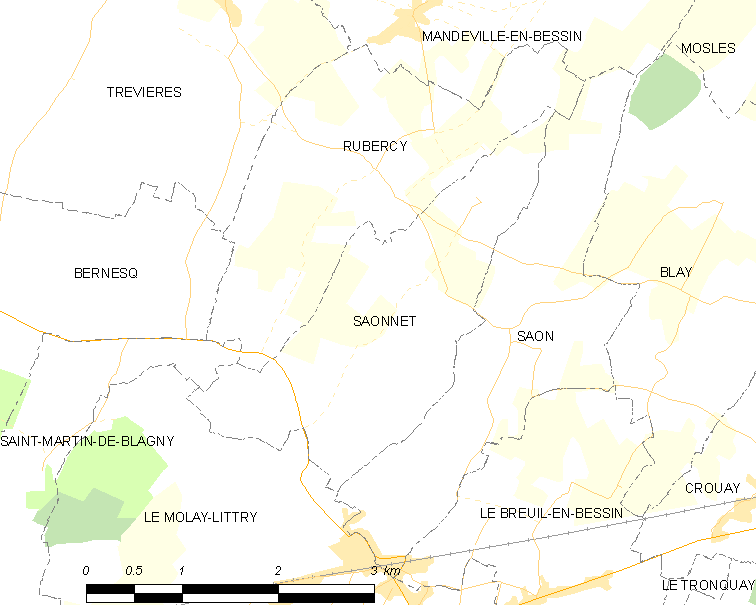
索内的OSM定位图

索内的时区为UTC+01:00、UTC+02:00（夏令时）。

## 行政
索内的邮政编码为14330，INSEE市镇编码为14668。

## 政治
索内所属的省级选区为特雷维耶尔县。

## 人口

1962-2008年间索内人口变化图示

索内于2022年1月1日时的人口数量为328人。